# L'amore (Federica Camba)
L'amore è una canzone scritta da Daniele Coro e Federica Camba. È il terzo singolo estratto dal secondo album di Federica Camba, Buonanotte sognatori.

## Il brano
Reso disponibile come singolo per l'airplay radiofonico a partire dal 20 settembre 2013, il brano è una ballata intensa che parla dell'amore in tutte le sue forme.

## Il video
Del brano c'è solo una versione lyric video, uscita il 23 settembre 2013 sul canale YouTube della cantante, raccogliendo oltre 13 000 visualizzazioni.

## Tracce
Download digitale
1. L'amore – 4:17
2. L'amore (Radio Edit) – 3:40